# مقاطعة فريدن
مقاطعة فريدن (بالفارسية: شهرستان فریدن) هي مقاطعة تقع في أصفهان في إيران. يقدر عدد سكانها بـ 54,036 نسمة .